# 가리푸나어
가리푸나어(Garifuna)는 중미 온두라스, 과테말라, 벨리즈, 니카라과에 걸친 해안 지역에 사는 가리푸나인들이 쓰는 언어이다. 유럽인들은 이들을 카리브, 또는 검은 카리브, 이녜리(Igñeri) 등의 이름으로 불렀다.  아라와크어족에 속하나 여러 유별난 특징이 있다.
본래 앤틸리스 제도의 세인트빈센트섬과 도미니카섬에서 흑인과 원주민의 혼혈인 마룬족이 사용하던 언어였으나, 이들이 1796년 영국에 의해 온두라스만 연안 지역으로 추방되며 현재는 중미 지역에서 사용되고 있다.

## 어휘
가리푸나어의 어휘짜임은 다음과 같다.
- 45 % 아라와크어 (Igñeri)
- 25 % 카리브어 (Kallínagu)
- 15 % 프랑스어
- 10 % 영어
- 5 % 스페인어 및 영어 전문용어

이외에 적은 수의 낱말은 아프리카어에서 왔다.
가리푸나어의 재미있는 특징은 남자만 쓰는 말, 여자만 쓰는 말이 각기 따로 있다는 점이다. 물론 모든 낱말에 남녀 구별이 있는 것은 아니다. 남녀 별칭어가 쓰일 때 남자가 쓰는 말은 카리브어에서 여자가 쓰는 말은 아라와크어에서 비롯된 것이 많다.

## 같이 보기
- 칼리나고어